# NGC 4516
NGC 4516 (również PGC 41661 lub UGC 7703) – galaktyka spiralna z poprzeczką (SBab), znajdująca się w gwiazdozbiorze Warkocza Bereniki. Odkrył ją William Herschel 8 kwietnia 1784 roku. Należy do Gromady w Pannie.